# Cinq tumuli d'Omal
Les cinq tumuli d'Omal appelés localement Les cinq tombes sont des tumuli situés à Omal dans la commune belge de Geer en province de Liège. 
Ils sont repris sur la liste du patrimoine exceptionnel de la Région wallonne depuis le 20 novembre 1984.

## Situation
Ils se situent dans le village hesbignon d'Omal, à proximité du ruelle des Colons et de la route nationale 69 appelée chaussée romaine puisqu'il s'agit de l'ancienne chaussée romaine reliant Bavay à Cologne. Les quatre premiers tumuli sont alignés au nord de cette voie romaine tandis que le cinquième se trouve hors axe au sud de la chaussée et à l'arrière d'un monument aux morts.

## Historique
Ces tumuli, de dimensions assez restreintes, ont fait l'objet de pillages à travers les siècles. Toutefois, lors de fouilles opérées au XIXe siècle, on put y découvrir plusieurs objets dont une courte épée et un fourreau en ivoire. Ces découvertes sont visibles au Musée d'Art et d'Histoire ainsi qu'au Musée Grand Curtius de Liège. 
Omal est un des sites les plus importants pour l'archéologie en Hesbaye, Le village devint célèbre pour la découverte des premiers sites rubanés et donna son nom à cette civilisation : la civilisation omalienne.

## Description
Il s'agit de tumuli plantés d'arbres d'un diamètre maximum d'une vingtaine de mètres et d'une hauteur d'au moins 4 m. Le tumulus situé au sud de la chaussée romaine a une hauteur de 5,20 m.

## Patrimoine
Les tumuli sont repris sur la liste du patrimoine immobilier classé de Geer et sur la liste du patrimoine exceptionnel de la Région wallonne.

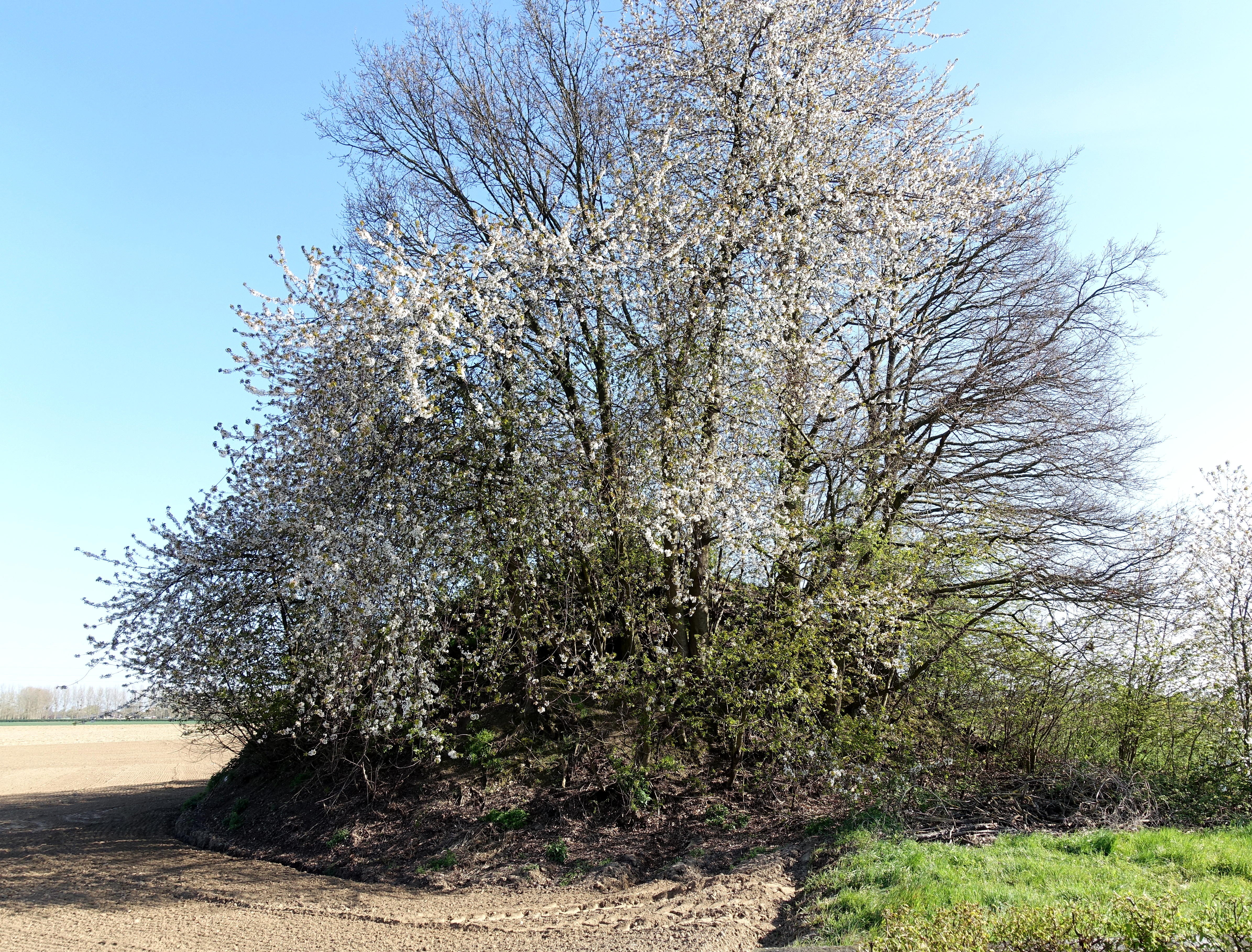
Le tumulus sud d'Omal

## Sources et liens externes
- (nl) Vergelijkende studie van 10 tumuli in Haspengouw: analyse van de tumuli van Omal